# 서현제
서민수(본명 : 서현제, 1986년 2월 28일 ~ )는 대한민국의 희극 배우이다.
별명은 동까
+허언제라는 별명도 가지고있다.
허언제는 2017년 2월 22일에 개그우먼 박지현에게 통화를 할 때 시청자를 2000명에서 7000명으로 늘리는 마술을 부려 허언제라는 별명을 갖게 되었고, 23일에 자신에게 여자친구가 있었다는 허언증을 보여주기도 했다.
아프리카TV의 BJ인 에투샤의 방송에 출연하여 큰 웃음을 주기도 하였다. 이 자리에서 공식적으로 동까라는 별명을 얻었다. 우잼춘과 결혼을 전제로 만나다가 우잼춘의 바람기로 이별을 하였다고 한다.

## 출연작

### 방송
- 웃찾사 (SBS)